# Fáskrúðsfjörður
Fáskrúðsfjörður (czasami zwane także Buðir) – miejscowość we wschodniej Islandii nad fiordem o tej samej nazwie, u podnóża pasma górskiego sięgającego 1100 m n.p.m. Wchodzi w skład gminy Fjarðabyggð w regionie Austurland. W 2018 liczyła 712 mieszkańców.
Miasto położone jest nad fiordem o tej samej nazwie. Jest to jedno z najbardziej wysuniętych na wschód osiedli Islandii.
Francuska gmina Gravelines jest gminą partnerską miasta Fáskrúðsfjörður.